# Giovanni Battista Pozzi (peintre, 1662-1730)
Pour les articles homonymes, voir Giovanni Battista Pozzi et Pozzi.
Giovanni Battista Pozzi, né en 1662 à Milan et mort en 1730, est un peintre italien.

## Biographie
Giovanni Battista Pozzi est né à Milan. D'après le Bénézit, les dates de naissance et de décès sont inconnues. Il travailla notamment dans le Piémont, décorant un grand nombre d'édifices religieux avec des fresques de faible valeur artistique. D'après l'Allgemeines Künstler-Lexicon de 1921, il peint des fresques dans les églises piémontaises à la fin du XVIIe siècle, dont San Cristoforo à Vercelli.